# Doroschiwka (Wosnessensk)
Doroschiwka (ukrainisch Дорошівка; russisch Дорошовка Doroschowka) ist ein Dorf in der ukrainischen Oblast Mykolajiw mit etwa 2000 Einwohnern (2001).
Das Dorf wurde als Arnautiwka (Арнаутівка) in der zweiten Hälfte des 18. Jahrhunderts (eine weitere Quelle nennt das Jahr 1795) gegründet. Die ersten Siedler waren Moldawier und ukrainische Kosaken der Bug-Kosakenarmee. 1946 erhielt das Dorf seinen heutigen Namen.

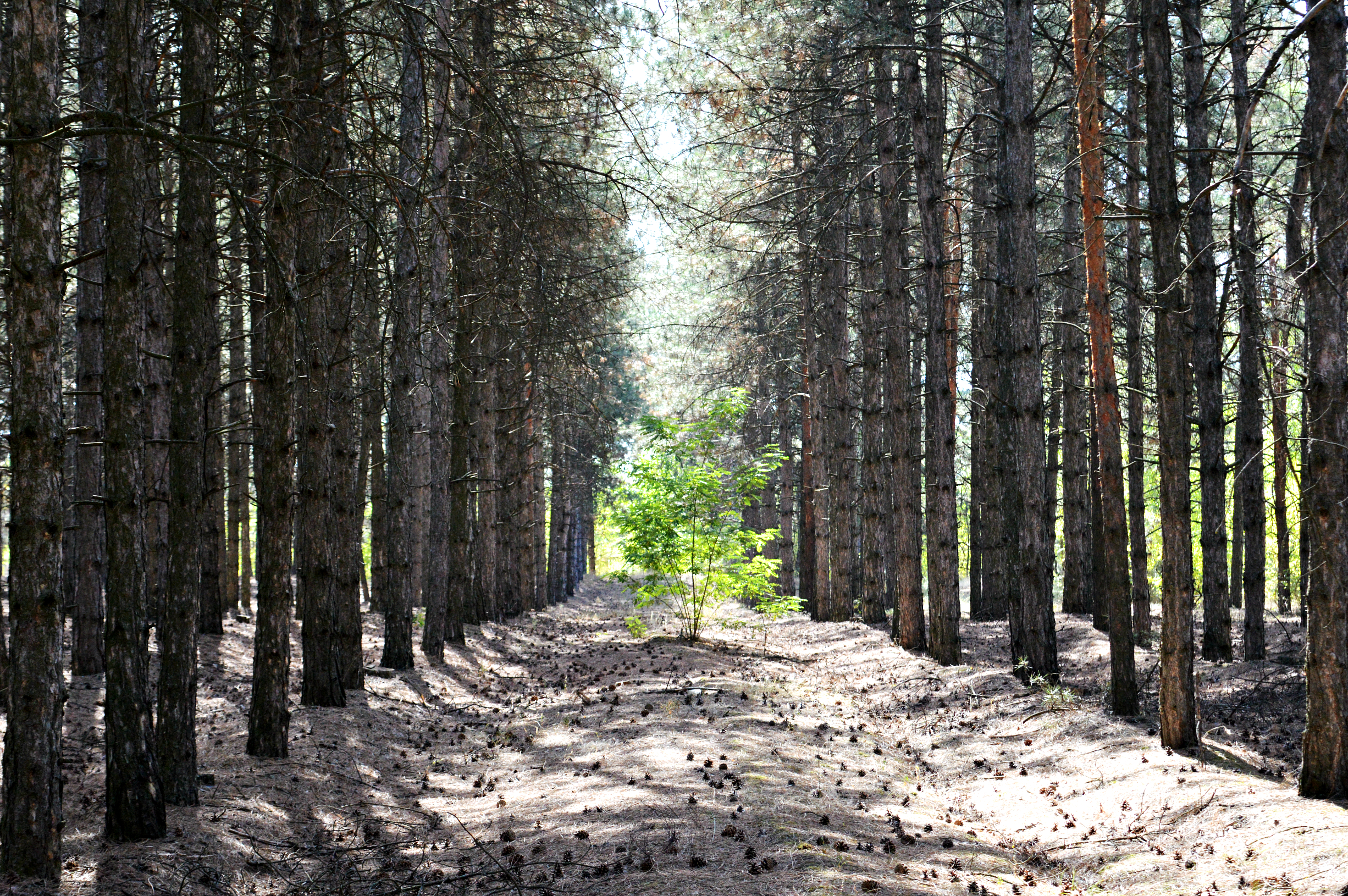
Wald bei Doroschiwka

Die Ortschaft liegt am Ufer des Südlichen Bugs, 14 km südöstlich vom Rajonzentrum Wosnessensk und 75 km nordwestlich vom Oblastzentrum Mykolajiw. Durch das Dorf verläuft die Fernstraße N 24 / Regionalstraße P–06.

## Verwaltungsgliederung
Am 18. November 2016 wurde das Dorf zum Zentrum der neugegründeten Landgemeinde Doroschiwka (Дорошівська сільська громада/Doroschiwska silska hromada). Zu dieser zählten auch das Dorf Biloussiwka, bis dahin bildete es die gleichnamige Landratsgemeinde Doroschiwka (Дорошівська сільська рада/Doroschiwska silska rada) im Süden des Rajons Wosnessensk.
Am 12. Juni 2020 kamen noch weitere 6 in der untenstehenden Tabelle aufgelisteten Dörfer sowie die Ansiedlung Wosnessenske zum Gemeindegebiet.
Folgende Orte sind neben dem Hauptort Doroschiwka Teil der Gemeinde:
| Name                     | Name         | Name                               |
| ukrainisch transkribiert | ukrainisch   | russisch                           |
| ------------------------ | ------------ | ---------------------------------- |
| Biloussiwka              | Білоусівка   | Белоусовка (Beloussowka)           |
| Nowoukrajinka            | Новоукраїнка | Новоукраинка (Nowoukrainka)        |
| Trojizke                 | Троїцьке     | Троицкое (Troizkoje)               |
| Trudowe                  | Трудове      | Трудовое (Trudowoje)               |
| Schewtschenko            | Шевченко     | Шевченко                           |
| Schtscherbani            | Щербані      | Щербани                            |
| Schtscherbaniwske        | Щербанівське | Щербановское (Schtscherbanowskoje) |